# Lijst van voetbalinterlands Algerije - Marokko (vrouwen)
Deze lijst van voetbalinterlands is een overzicht van alle officiële voetbalinterlands tussen de nationale vrouwenteams van Algerije en Marokko. De landen hebben tot nu toe twaalf keer tegen elkaar gespeeld. 

## Wedstrijden
| №  | Plaats     | Datum            | Competitie                                | Wedstrijd          | Uitslag |
| -- | ---------- | ---------------- | ----------------------------------------- | ------------------ | ------- |
| 1  | Rennes     | 16 mei 1998      | Vriendschappelijk                         | Marokko − Algerije | 6 − 1   |
| 2  | El Jadida  | 30 juli 2000     | Afrikaans kampioenschap 2000 kwalificatie | Marokko − Algerije | 3 − 0   |
| 3  | Algiers    | 12 augustus 2000 | Afrikaans kampioenschap 2000 kwalificatie | Algerije − Marokko | 1 − 3   |
| 4  | Alexandrië | 21 april 2006    | Vriendschappelijk                         | Algerije − Marokko | 0 − 0   |
| 5  | Alexandrië | 29 april 2006    | Vriendschappelijk                         | Algerije − Marokko | 1 − 0   |
| 6  | El Jadida  | 2 december 2007  | Afrikaans kampioenschap 2008 kwalificatie | Marokko − Algerije | 0 − 1   |
| 7  | Zéralda    | 16 december 2007 | Afrikaans kampioenschap 2008 kwalificatie | Algerije − Marokko | 2 − 1   |
| 8  | Algiers    | 14 februari 2014 | Afrikaans kampioenschap 2014 kwalificatie | Algerije − Marokko | 2 − 0   |
| 9  | Rabat      | 1 maart 2014     | Afrikaans kampioenschap 2014 kwalificatie | Marokko − Algerije | 0 − 0   |
| 10 | Kenitra    | 18 oktober 2018  | Vriendschappelijk                         | Marokko − Algerije | 3 − 1   |
| 11 | Salé       | 22 oktober 2018  | Vriendschappelijk                         | Marokko − Algerije | 0 − 1   |
| 12 | Le Kram    | 22 februari 2020 | Vriendschappelijk                         | Algerije − Marokko | 0 − 2   |

## Samenvatting
| Competitie                           | Totaal gespeeld | Winst Algerije | Gelijk | Winst Marokko | Doelsaldo Algerije – Marokko |
| ------------------------------------ | --------------- | -------------- | ------ | ------------- | ---------------------------- |
| Afrikaans kampioenschap kwalificatie | 6               | 3              | 1      | 2             | 6 − 7                        |
| Vriendschappelijk                    | 6               | 2              | 1      | 3             | 4 − 11                       |
| Totaal                               | 12              | 5              | 2      | 5             | 10 − 18                      |